# Koniklec alpinský
Koniklec alpinský (Pulsatilla alpina) je druh rostliny z čeledi pryskyřníkovité (Ranunculaceae).

## Popis
Jedná se o vytrvalou rostlinu dorůstající nejčastěji výšky 5-30, za plodu až 50 cm s téměř svislým, vícehlavým oddenkem. Lodyha je přímá, bíle huňatá. Přízemní listy jsou dlouze řapíkaté, trojčetně zpeřené, lístky ještě 2x lichozpeřené, úkrojky pak hrubě pilovité. Lodyžní listy (nebo listeny, záleží na interpretaci) jsou v přeslenu po 2–4 asi v polovině lodyhy, jinak jsou podobné přízemním listům. Květy jsou bílé nebo žluté (záleží na poddruhu), asi 3–6 cm v průměru. Okvětních lístků (ve skutečnosti se ale jedná o petalizované (napodobující korunu) kališní lístky a koruna chybí) je nejčastěji 6, jsou bílé, někdy vně modře či fialově naběhlé nebo žluté (mimo ČR), vně víceméně plstnaté. Kvete v květnu až v červenci. Tyčinek je mnoho. Gyneceum je apokarpní, pestíku je mnoho. Plodem je nažka, která má na vrcholu dlouhý chlupatá přívěsek. Nažky jsou uspořádány do souplodí. Počet chromozomů je 2n=16.

## Rozšíření

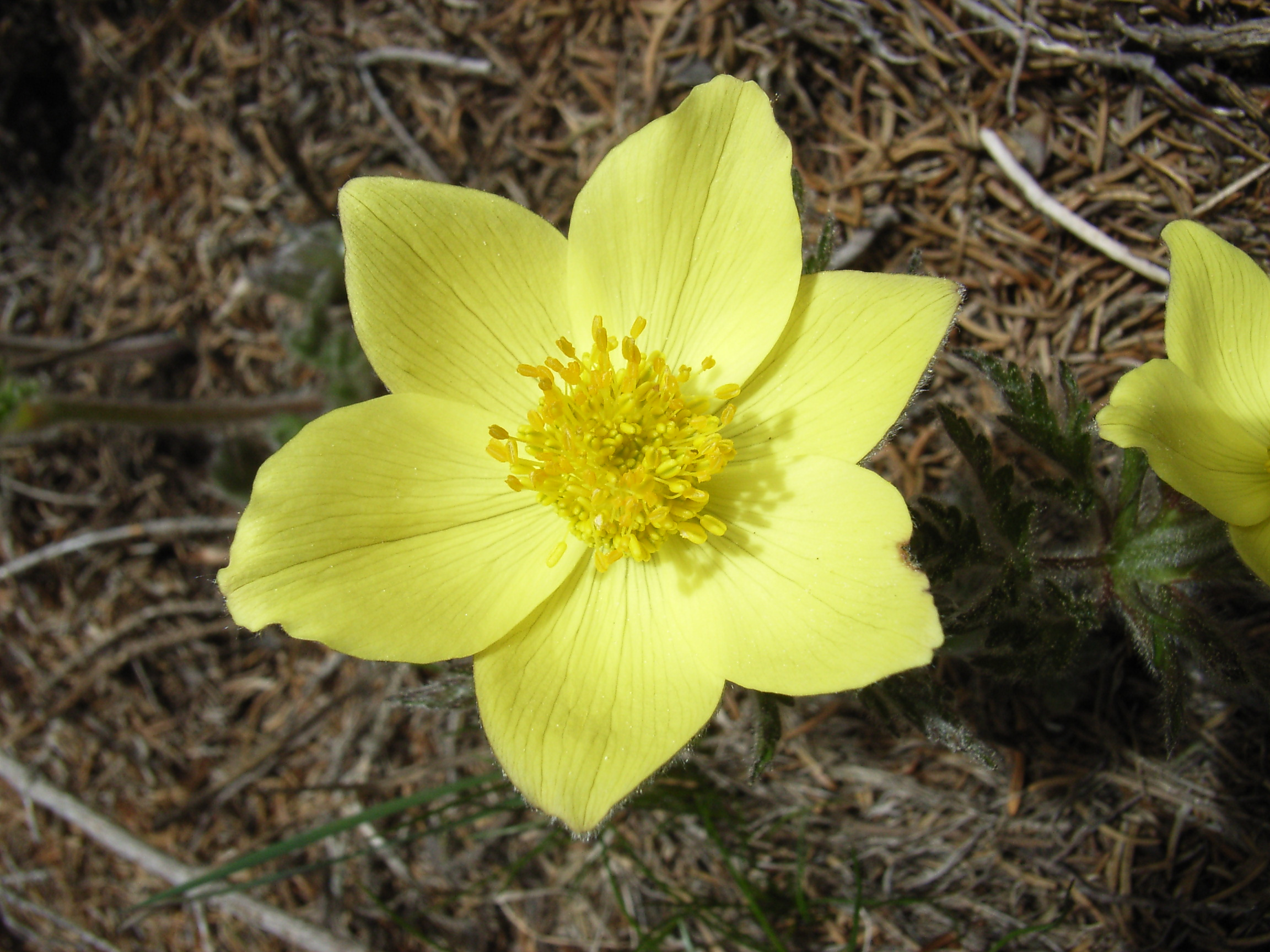
Pulsatilla alpina subsp. apiifolia

Koniklec alpinský roste v horách střední a jižní Evropy, hory severního Španělska, Kantabrijské hory, hory Korsiky, Pyreneje, Apeniny, Alpy, Jura, Vogézy, Harz, Krkonoše, Karpaty, Dinaridy. V České republice roste v Krkonoších i v okolí Pražských Radotínských lomů, většinou v subalpínském stupni, občas na horských loukách sestupuje i níže.

## Variabilita

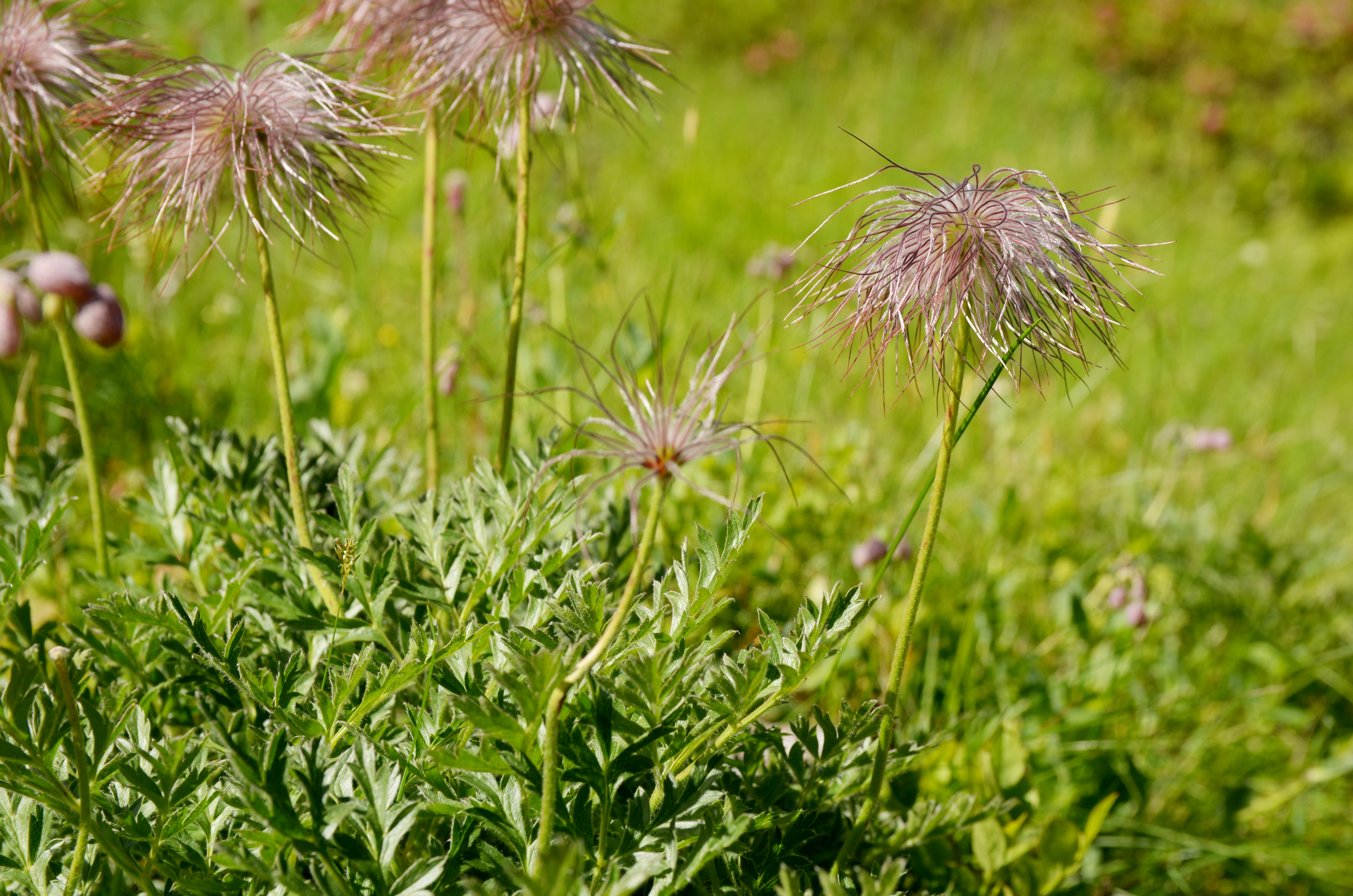
Koniklec alpinský za plodu

Jedná se o velmi variabilní druh, je rozlišováno více poddruhů, některé autoři v minulosti odlišovali i jako samostatné druhy.
- Pulsatilla alpina subsp. alba - (syn: Pulsatilla scherfelii (Ullep.) Skalický, Pulsatilla alba Rchb., Pulsatilla alpina subsp. austriaca Aichele & Schwegler) Jedině tento poddruh roste i v ČR, v Krkonoších, jinak také Karpaty a Alpy
- Pulsatilla alpina subsp. alpina - v ČR neroste, nejblíže Alpy
- Pulsatilla alpina subsp. apiifolia - poddruh se žlutými květy, v ČR neroste, nejblíže Alpy
- Pulsatilla alpina subsp. austroalpina - Alpy
- Pulsatilla alpina subsp. cantabrica - Katabrijské hory, západní Pyreneje
- Pulsatilla alpina subsp. cyrnea - Korsika
- Pulsatilla alpina subsp. font-queri - jižní Pyreneje
- Pulsatilla alpina subsp. schneebergensis - endemit SV Alp